# 카나마트 보타셰프
카나마트 보타셰프(본명: 카나마트 쿠세예비치 보타셰프, 러시아어: Канамат Хусеевич Боташев, 1959년 5월 20일 ~ 2022년 5월 22일)는 러시아의 소장으로, 서부군관구 23326 부대 사령관이자 보로네시 인근 보로네시 말셰보 공군기지 사령관을 지냈다. 사후에 러시아 연방영웅 칭호를 받았다.